# Desoutter Tools

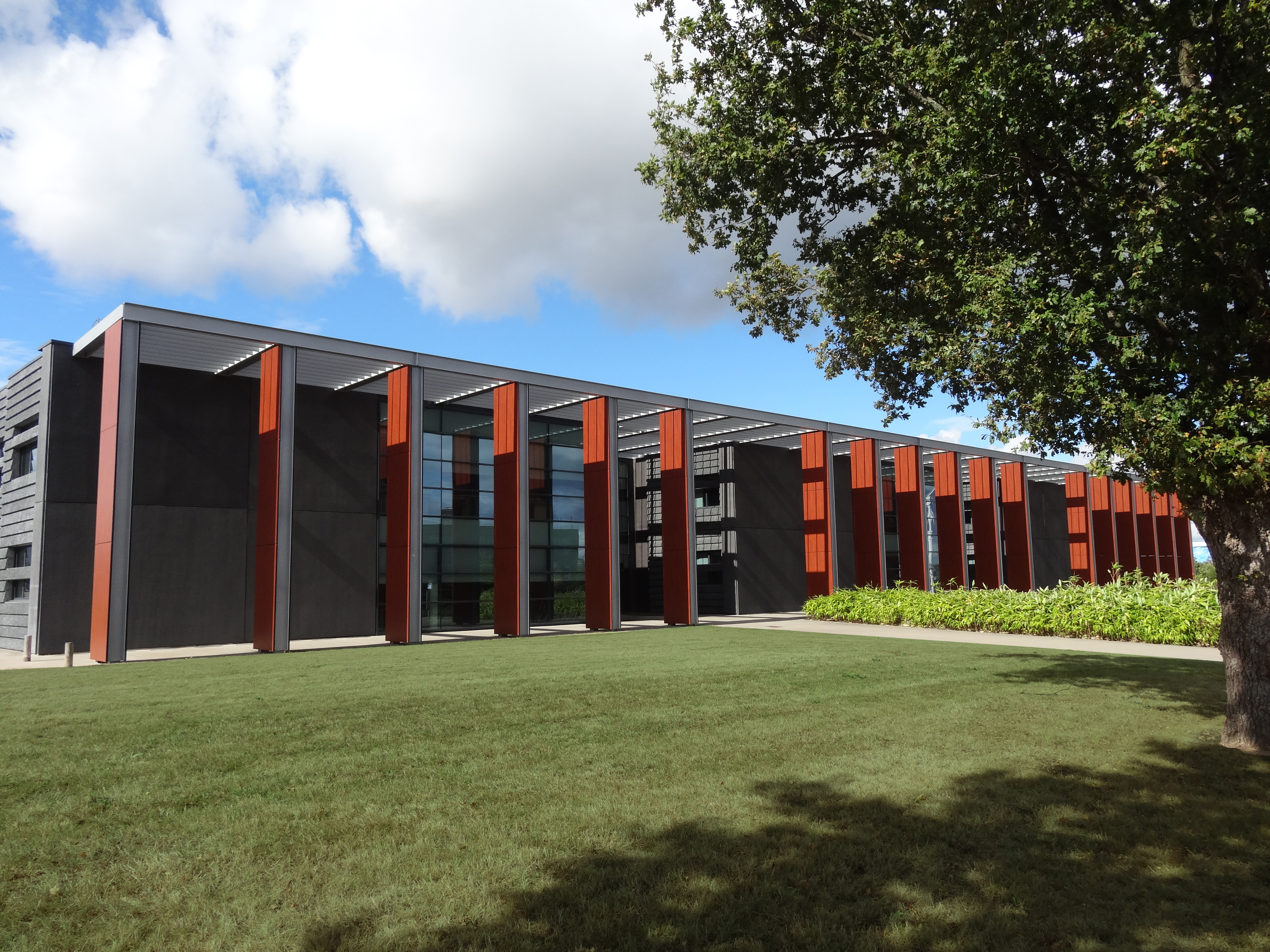
Desoutter Tools huvudkontor i Saint-Herblain 2012.

Desoutter Industrial Tools är ett franskt företag, grundat 1914, som tillverkar elektriska och pneumatiska monteringsverktyg. Produkter och tjänster säljs i mer än 170 länder genom 20 affärsenheter. Desoutter Tools är verksamt inom områden som aerospace, bilindustrin, lätt och tung montering av fordon, off-road, allmän industri.
I Desoutter Tools-företag har de franska företagen Georges Renault1989 och Seti-Tec  2011, det amerikanska Tech-motive 2005 och det svenska Scan Rotor 2004 integrerats.

## Historik

### Ursprung
Marcel Desoutter, en av de fem Desoutter-bröderna, var flygare. När han förlorade ett ben i en flygkrasch, fick han en "obekväm träersättning". Hans bror Charles hjälpte honom återfå sin rörlighet genom att utforma en prototyp för en ny benprotes gjord av duraluminium. Det var det första metallbenet någonsin. Det var lättare och enklare att manövrera än träben och Marcel flög igen nästa år.
Denna innovation mottogs med intresse från andra personer som behövde en lättare benprotes; och det resulterade i grundandet av Desoutter Company, som leddes av Marcel Desoutter.

### Produktlinjer
Från början behövde Desoutter utveckla specifika pneumatiska verktyg för att säkerställa att aluminiumkomponenterna i proteserna borrades effektivt.
Genom att anpassa sig till de många förändringarna i produktionen, förvärvades kompetens inom detta område. Detta gjorde att de på 1950-talet bestämde sig för att göra det till deras enda verksamhet.

### Logo
Den ursprungliga idén för denna symbol tillskrevs Charles Cunliffe som ledde Desoutters reklamavdelning i många år efter andra världskriget. Detta var en period av tillväxt, i synnerhet på grund av utvecklingen av en ny serie produkter. Lanseringen åtföljdes av en ny reklamkampanj, med små figurer i arbetsoveraller med hästhuvuden.
Konceptet med hästkrafter har utvecklats i många av varumärkets annonser under cirka tjugo år. Företagsledningen beslutade även vid den tidpunkten att det var förkroppsligandet av företagets identitet.
År 1973 kombinerades hästhuvudet med Desoutters logotypmanus, vilket var en faksimil av Louis Albert Desoutters signatur, en av företagets grundare.
För att markera hundraårsminnet av varumärket, har emblemet nyligen fått en mer modern grafisk design.

### Produkter
| Batteriverktyg | Elektriska verktyg            | Pneumatiska verktyg            | Mätningssystem | Others                            |
| -------------- | ----------------------------- | ------------------------------ | -------------- | --------------------------------- |
| E-LIT-serien   | EB-verktyg med momentgivare   | Pneumatiska åtdragningsverktyg | Styrenheter    | Auto Feed-borrar och gängmaskiner |
| B-Flex         | Strömreglerade EB-verktyg     | Nitning                        | Mjukvara       | Luftmotorer                       |
|                | Elektriska åtdragningsverktyg | Kompressionsverktyg            |                | Diverse verktyg                   |
|                |                               | Trapani                        |                | Tillbehör                         |
|                |                               | Borrar                         |                | Industri 4.0 Lösningar            |
|                |                               | Slipmaskiner                   |                |                                   |